# Steve Blake
Steven Hanson Blake (nascut el 26 de febrer de 1980 a Hollywood, Florida) és un jugador nord-americà de bàsquet que és agent lliure i que el seu darrer equip va ser el Sydney Kings.